# Augustus FitzRoy
Augustus Henry FitzRoy, 3º duque de Grafton, KG, PC (28 de septiembre de 1735 – 14 de marzo de 1811), conocido conde de Euston de 1747 hasta 1757, estadista y político británico Whig de la época georgiana.
Fue ministro del Interior para el Norte, primer lord del Tesoro y, del 14 de octubre de 1768 hasta el 28 de enero de 1770, el primer ministro de Gran Bretaña.